# مایکل بلک وود (ورزشکار)
مایکل بلک وود (انگلیسی: Michael Blackwood؛ زادهٔ ۲۹ اوت ۱۹۷۶) دونده اهل جامائیکا است.